# Maria (Band)
Maria war eine japanische J-Pop-Girlgroup, die 2006 von Maiko (Gesang, Bass), Aika (Gesang, Bass), Ayuka (Gitarre), Sacchin (Gitarre), Reina (Keyboards, Violine) sowie Tattsu (Schlagzeug) ins Leben gerufen wurde. Sie löste sich 2010 auf.

## Geschichte
Maiko hatte zuvor schon erste musikalische Erfahrungen bei ZONE gesammelt gehabt und wurde dadurch dann auch gewissermaßen das Aushängeschild der Band. Ihre ersten Singles fanden dann auch verstärkt Einsatz in Animes. Ihr Debüt Chiisana Uta wurde die Titelmelodie zu Yakitate!! Japan, die zweite Single Tsubomi war das Titelthema zum 3. Naruto-Film, die dritte Single Heart Beat Titelthema für Deltora Quest, während ihre letzte Single Kanashimi Rensa die Titelmelodie des Anime zu Valkyria Chronicles wurde.
Nachdem sie schon über ein Jahr zusammen waren, folgte schließlich mit You Go! We Are Maria das erste Album. Dieses enthielt neben der Audio-CD noch eine DVD mit Liveaufnahmen und Videoclips.

## Diskografie

### Singles
- Chiisana Uta (小さな詩) (2006)
- Tsubomi (つぼみ) (2006)
- Heart Beat (Heart☆Beat) (2007)
- Yurari Sakurairo… (ゆらり桜空…) (2008)
- Sayonara Daisuki na Hito (さよなら 大好きな人) (2008)
- Kanashimi Rensa (カナシミレンサ) (2009)

### Studioalben
- You Go! We Are Maria (2007)
- Day by day (2009)

### Kompilationen
- Maria Box (2010)

### Videoalben
- Maria Live Tour We Are Maria 2007 ~You Go!!~ – DVD (2008)